# Zavratnica
Koordinaten: 44° 41′ 58″ N, 14° 53′ 51″ O

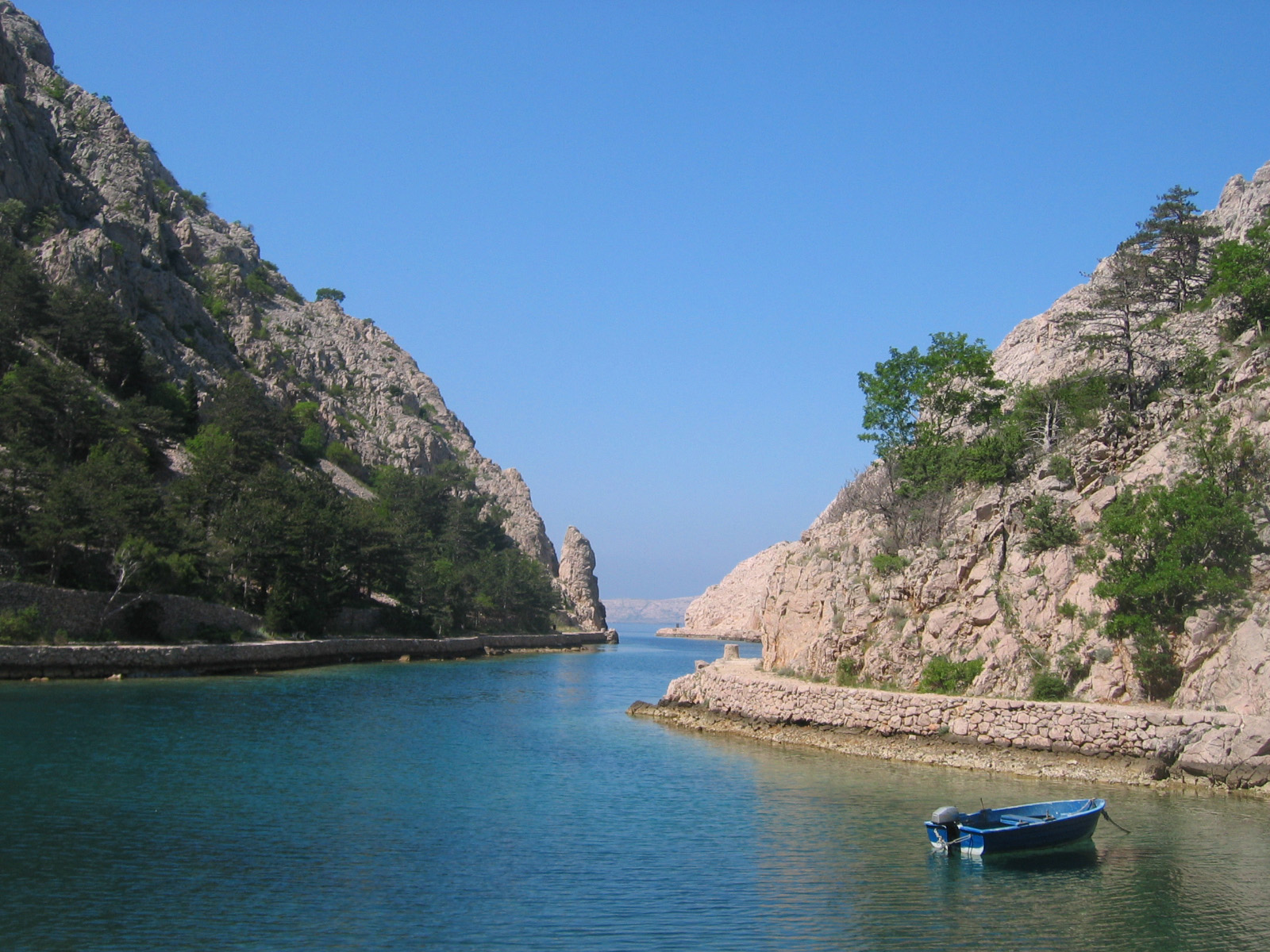
Zavratnica

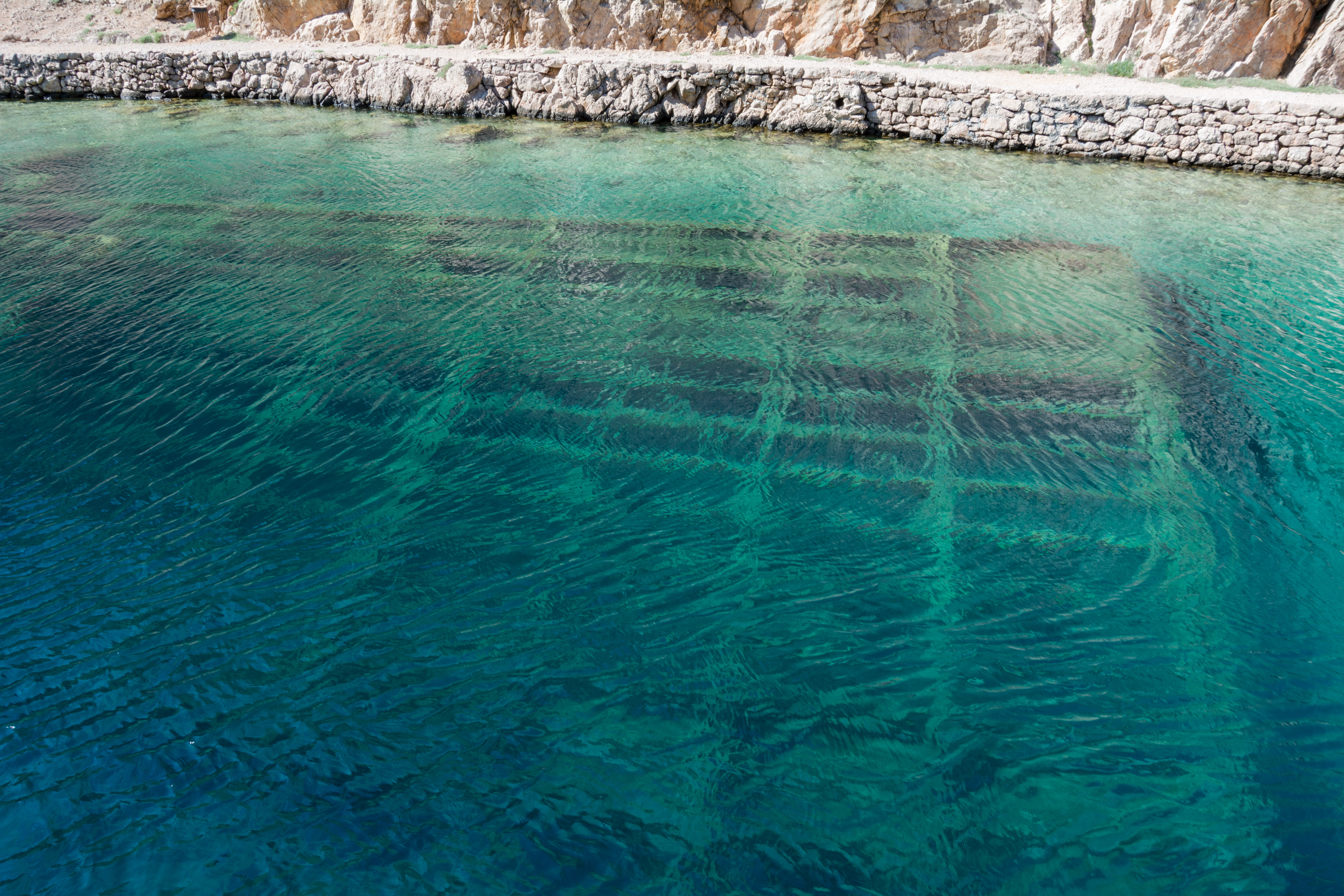
Wrack der Siebelfähre

Die Zavratnica [zavratɲit͡sa] ist eine Bucht an der nördlichen Adria in Kroatien. Sie befindet sich etwa 80 Kilometer südlich der Stadt Rijeka in der Kvarner-Bucht gegenüber der Insel Rab. Die Bucht steht als geomorphologisches Naturphänomen unter Naturschutz.
Die Zavratnica befindet sich wenige Gehminuten von der Ortschaft Jablanac und der Fähranlegestelle. Sie ist etwa 1 km lang und zwischen 50 und 150 m breit.
Von der Bucht führen Wanderwege in das Velebit-Massiv bis an den Fernwanderweg Premuzic.
Auf dem Meeresgrund ist in wenigen Metern Tiefe das Wrack einer während des Zweiten Weltkrieges von britischen Jagdbombern versenkten Siebelfähre der Wehrmacht zu sehen.